# Gastronomía de Nigeria

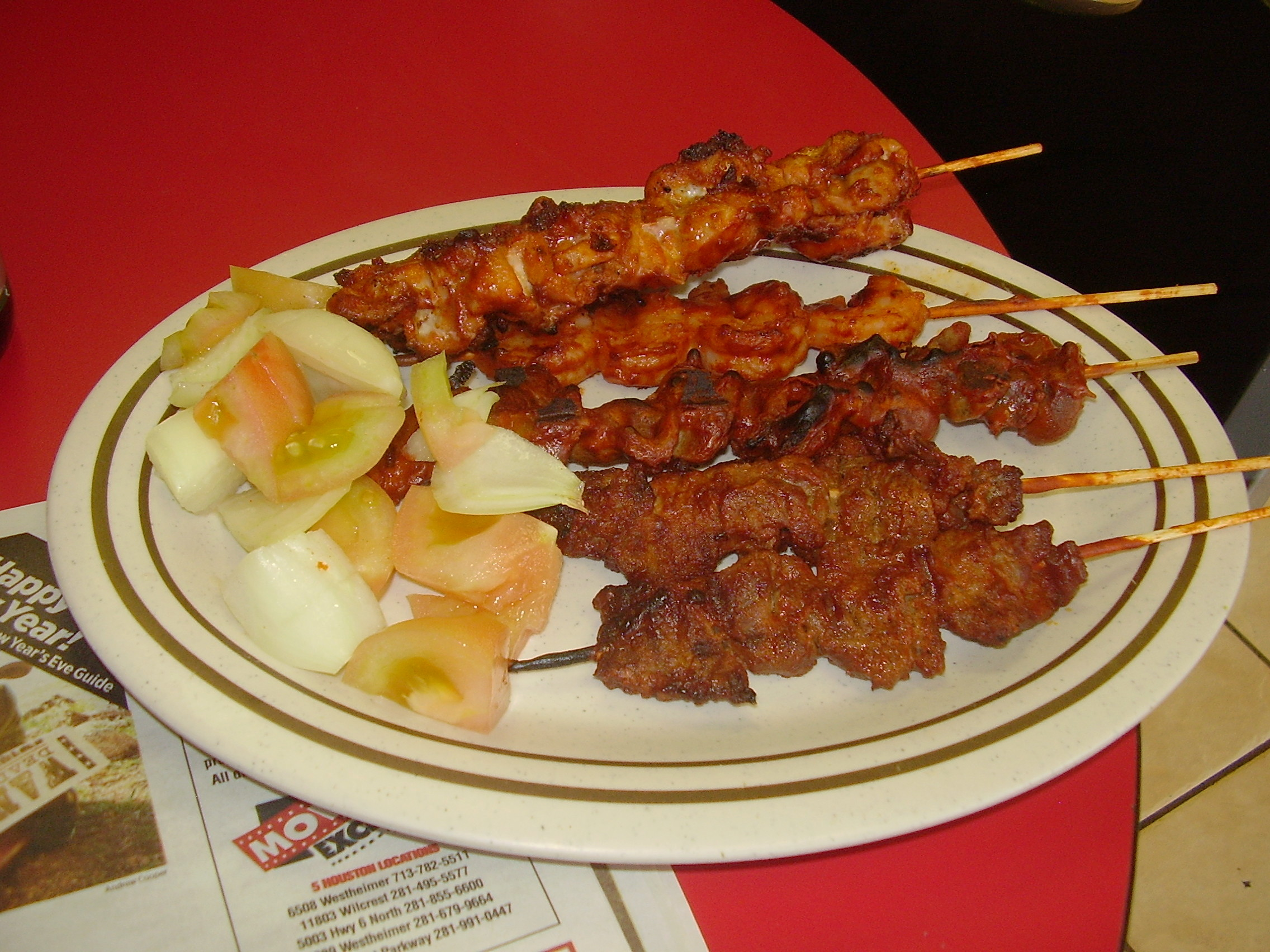
Variedades de suya

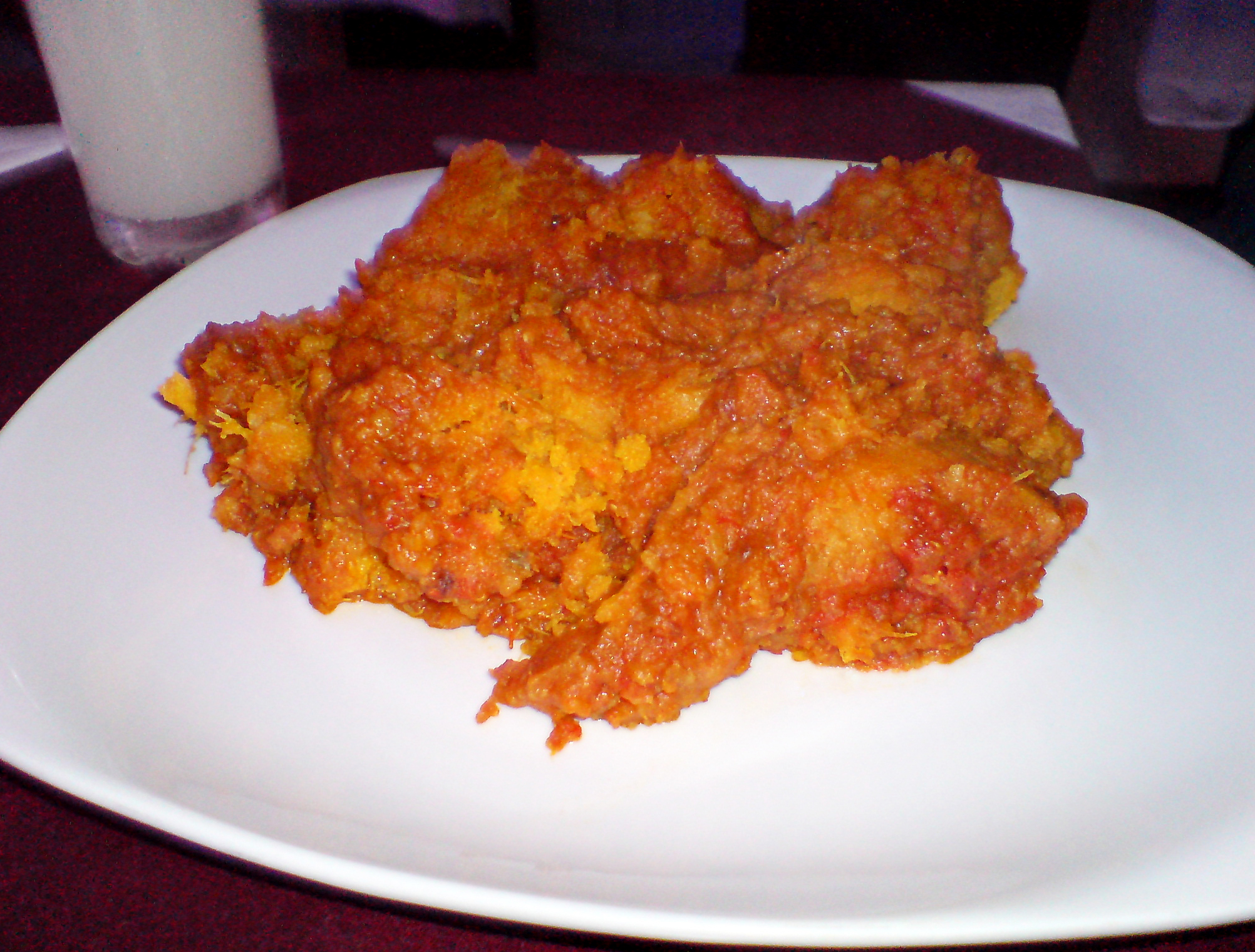
Un yam pottage/porridge plato

La gastronomía nigeriana consiste en gran variedad de platos o alimentos de los cientos de grupos étnicos que conforman Nigeria. Al igual que en otras cocinas de África occidental, es común el uso de especias y hierbas, el aceite de palma y el aceite de cacahuete para elaborar salsas y sopas. Esta gastronomía tiene su máxima expresión durante las celebraciones tradicionales nigerianas, así como en los mercados llenos de aromas y hasta en los aperitivos que se venden a pie de carretera, que se fríen o se cocinan en barbacoas.

## Entradas

### A base de arroz
- Arroz con leche de coco.
- Arroz jollof, con tomate y pimienta.
- Arroz frito, típicamente con huevos, verduras, carne de ave o gambas.
- Pate, un estofado típico que se hace con maíz seco molido, arroz o acha. Aunque las recetas varían, generalmente se cocina con vegetales (espinacas, tomates, cebollas, pimientos, gilós, algarrobas...), cacahuetes y carne picada. Es común en el noroeste de Nigeria, como en Kano, Kaduna, Nasarawa y Plateau.
- Tuo masara, especie de gacha hecha de harina del maíz.
- Tuo shinkafa, especie de gacha espesa de arroz con leche, que generalmente se come con miyan kuka (sopa de hojas de baobab) y estofado de chivo, o miyan taushe (sopa de calabaza, espinacas, y carne de cabra o de cordero) y pescado ahumado. Se sirve principalmente en la parte norte del país.
- Arroz blanco, del cual existen variedades locales y extranjeras. Se sirve para acompañar guisos (cabe destacar el estofado de tomate) o con multitud de salsas.

### A base de habas
- Akara, frituras de pasta de habas
- Gbegiri, sopa de habas típica del sureste nigeriano
- Moin moin, tipo de budín de habas y cebolla
- Ekuru, puré de habas tradicionalmente acompañado de ata din din, pimientos guisados
- Ewa agoyin, pure de frijoles
- Kiyaru Batonu, en la región Kwara
- Okpa, otro tipo de budín, hecho con harina de bambara, una variedad de haba o frijol, típico del sureste nigeriano.
- Adalu (Alubias y maíz)

## Carnes

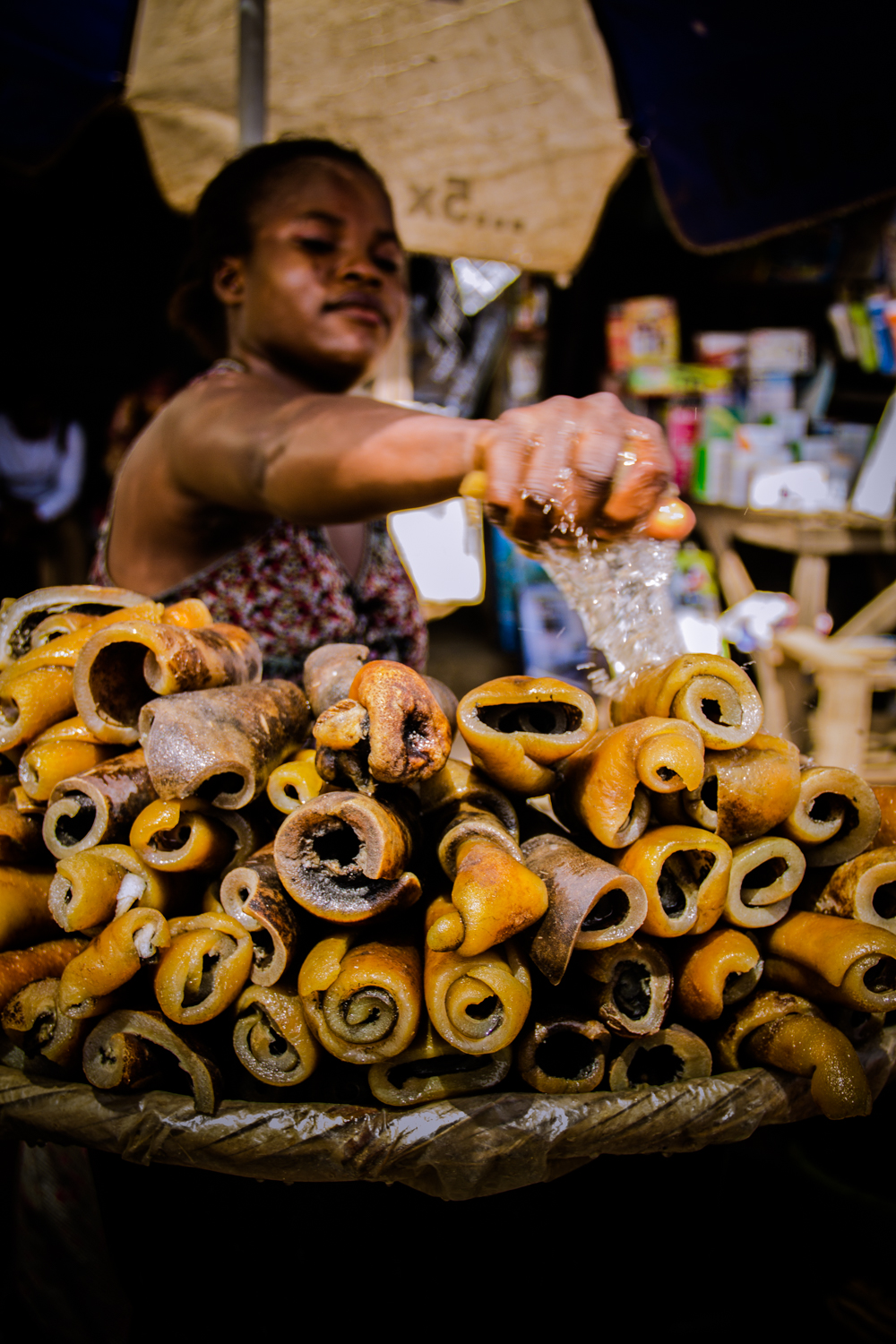
Vendedora de ponmo (cuero de vaca).

La carne se usa en la mayoría de los platos nigerianos.
- Suya, del norte de Nigeria, es carne a la parrilla cubierta con ají molido, polvo de maní y otras especias locales. Se prepara al estilo barbacoa en un palo. Este es uno de los manjares nigerianos más famosos y se puede encontrar fácilmente en todo el país.[2]
- Tsire se refiere específicamente a la carne que tiene una capa generosa de polvo de maní / chile.[3] La carne puede o no estar en una brocheta.
- El Kilishi similar al Beef Jerky está hecho de carne que se ha cortado en rodajas muy finas, que luego se extienden para secar. Luego se prepara una preparación de ají, especias y hierbas locales en una pasta que se cepilla ligeramente por ambos lados. Esto es luego brevemente a la parrilla.
- Balangu se refiere a la carne que ha sido asada sobre fuego de leña / carbón. Específicamente, no se aplica ningún condimento para resaltar el sabor natural del tipo particular de carne que puede ser cabra, cordero o carne de res. La sal y las especias se pueden agregar más tarde según el gusto. La mayoría de estas delicias carnosas son Hausa / Fulani [cita requerida].
- Nkwobi: Piernas de vaca cocidas cubiertas con una salsa espesa y picante de palmoil; Un plato clásico originario del sureste de Nigeria.[4]
- Asun (cabra asada picante): deliciosa cabra asada picante picada en trozos del tamaño de un bocado, con sabores aromáticos grandes y audaces de cebolla, habanero, ajo y pimientos. Smokey, chisporroteante, picante! Definitivamente no para los débiles [cita requerida]. Originario del pueblo Yoruba que habla Ondo en el oeste de Nigeria.

## Sopas y estofados
- La sopa de banga está hecha de nueces de palma y se come principalmente en el sur y el medio oeste.[cita requerida] partes de Nigeria.
- Ofe akwu también se hace con nueces de palma, pero se prepara más como un guiso para comerse con arroz.[cita requerida] .
- Miyan kuka, muy común entre la gente de Hausa, está hecho de hojas de baobab en polvo y quingombó seco.
- Miyan yakuwa es una famosa sopa hausa.
- Ayamase es un guiso hecho mezclando varios bonnets / pimientos escoceses verdes o rojos.
- La sopa ewedu popular entre los yoruba del suroeste de Nigeria son las hojas de yute que se cocinan haciendo puré con una licuadora o una escoba especial.
- Edikang-ikong es una sopa de verduras hecha de hojas de Ugwu (calabaza) y hoja de agua que se originó con las personas Annang, Ibibio y Efik .
- Gbegiri es un guiso a base de frijoles del suroeste de Nigeria[cita requerida] .
- La sopa de pimiento es una sopa ligera hecha de una mezcla de carne y pescado con hierbas y especias. Esta es una de las pocas sopas en la cocina nigeriana que se puede comer sola y no se usa como salsa para un plato principal con carbohidratos como el fufu o el ñame machacado.[2] También se puede hacer con nuez moscada y chiles. Se puede adornar con pescado, ternera, carne de cabra o pollo. Peppersoup es a menudo un aperitivo en reuniones oficiales, sin embargo, también se consume por la noche en pubs y reuniones sociales.
- Afang es una sopa de verduras que se originó con el pueblo Efik, el Pueblo ibibio y el pueblo Ananng en el sureste de Nigeria.
- La sopa de maíz, también conocida localmente como omi ukpoka, se hace con maíz seco molido y se mezcla con pescado ahumado. Es un alimento común de los Afemai, especialmente la gente de Agenebode en el estado norteño de Edo.
- La sopa de dibujo (u okoroenyeribe ) está hecha de semillas de okra u ogbono cocidas hasta que espesen.
- Sopa de Atama - una sopa de palmiste
- Efo riro / Efo elegusi, un guiso elaborado con verduras de hoja, pimienta, aceite de palma y otros ingredientes y es común entre los Yorubas .
- La sopa Egusi se espesa con semillas de melón molidas y contiene verduras de hoja y otras, condimentos y carne.  A menudo se come con platos como amala, ñame machacado (iyan), fufu, etc.
- Miyan taushe, una gran mezcla de hojas de cacahuete y calabaza condimentada con pimienta, Dawadawa (o Iru) y cubos de condimentos. Se disfruta mejor con Tuwo Shinkafa

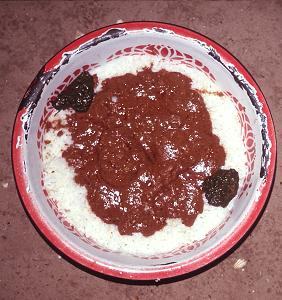
Maafe

- Maafe, un guiso hecho con maní, tomate y cebolla como base, puede ser infinitamente variado con pollo, ternera o pescado y diferentes verduras de hoja para obtener sabores sutiles. El estofado de cacahuete está hecho con cacahuetes secos molidos y verduras, pescado, carne, condimentos locales y aceite de palma por la gente de Etsakor en el estado de Edo .
- El guiso de arroz, similar al Maafe, es un guiso hecho de cabra, ternera o pollo y cocinado con tomate, cebolla, pimiento.
- La sopa de ogbono se hace con semillas de ogbono molidas, con verduras de hoja verde, otras verduras, condimentos y carne. El ogbono también se come con muchos platos similares al ñame machacado, amala, fufu, etc.
- Sopa blanca, también llamada ofe nsala, hecha con hojas de utazi.
- Sopa de hoja amarga (ofe onugbu)

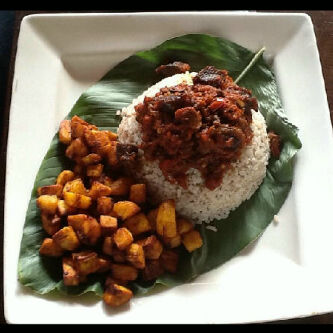
Arroz de ofada servido al estilo tradicional con plátano frito y ternera

- El estofado de ofada es un estofado a base de aceite de palma popular en el oeste de Nigeria. Está elaborado con aceite de palma, pimiento verde y tomates, ternera, callos, piel de vaca y algarrobas. Es un guiso de arroz ofada local, también conocido como arroz integral. Por lo general, se sirve en 'oveja' (hojas anchas y planas). Para hacer el guiso, primero se blanquea el aceite de palma hasta que esté diluido y luego se usa para cocinar algarrobas. Se agrega una mezcla de pimientos y tomates, luego la carne de res y se cuece durante 10 a 15 minutos.
- Sopa de maní (Sopa de maní)
- Sopa de Ora (Oha)
- Edo Esan (sopa negra)
- Ofe Owerri
- La sopa Achara se encuentra principalmente en el estado de Abia, Ndiwo, Itumbauzo .

- Algunos nigerianos utilizan platos de serpientes, ardillas, conejos y perros salvajes para preparar sopas y guisos.

## Guarniciones

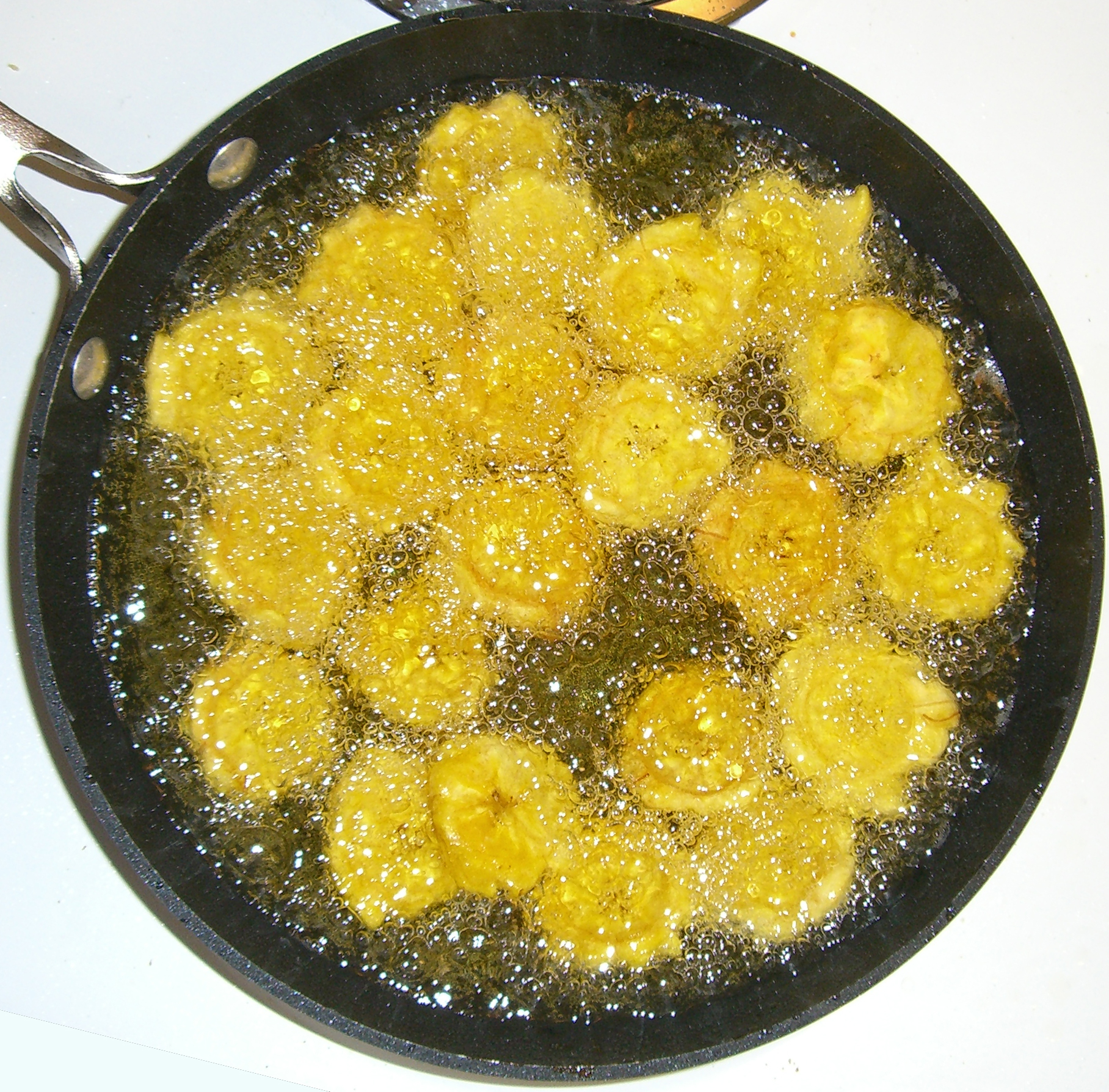
Dodo (plátano frito)

- El dodo es una guarnición de plátanos fritos en aceite vegetal o de palma, preferiblemente plátano maduro.[2]
- Funkaso, panqueques de mijo
- Mosa, maíz fermentado molido en una pasta espesa, frito y luego espolvoreado con azúcar. Es un gusto adquirido. Una forma alternativa hecha de plátano muy suave, se tritura en una pasta, se mezcla con pimienta negra seca, se fríe y se espolvorea con azúcar.

## Budines, pastas y papillas
- Moin moin es un sabroso pudín de frijoles al vapor elaborado con una mezcla de frijoles de ojos negros pelados y envuelto en una hoja (como una hoja de plátano).
- Pudín de plátano comúnmente conocido como okpo ogede.
- Budín de maíz conocido localmente como okpo oka.[2]

### A base de ñame

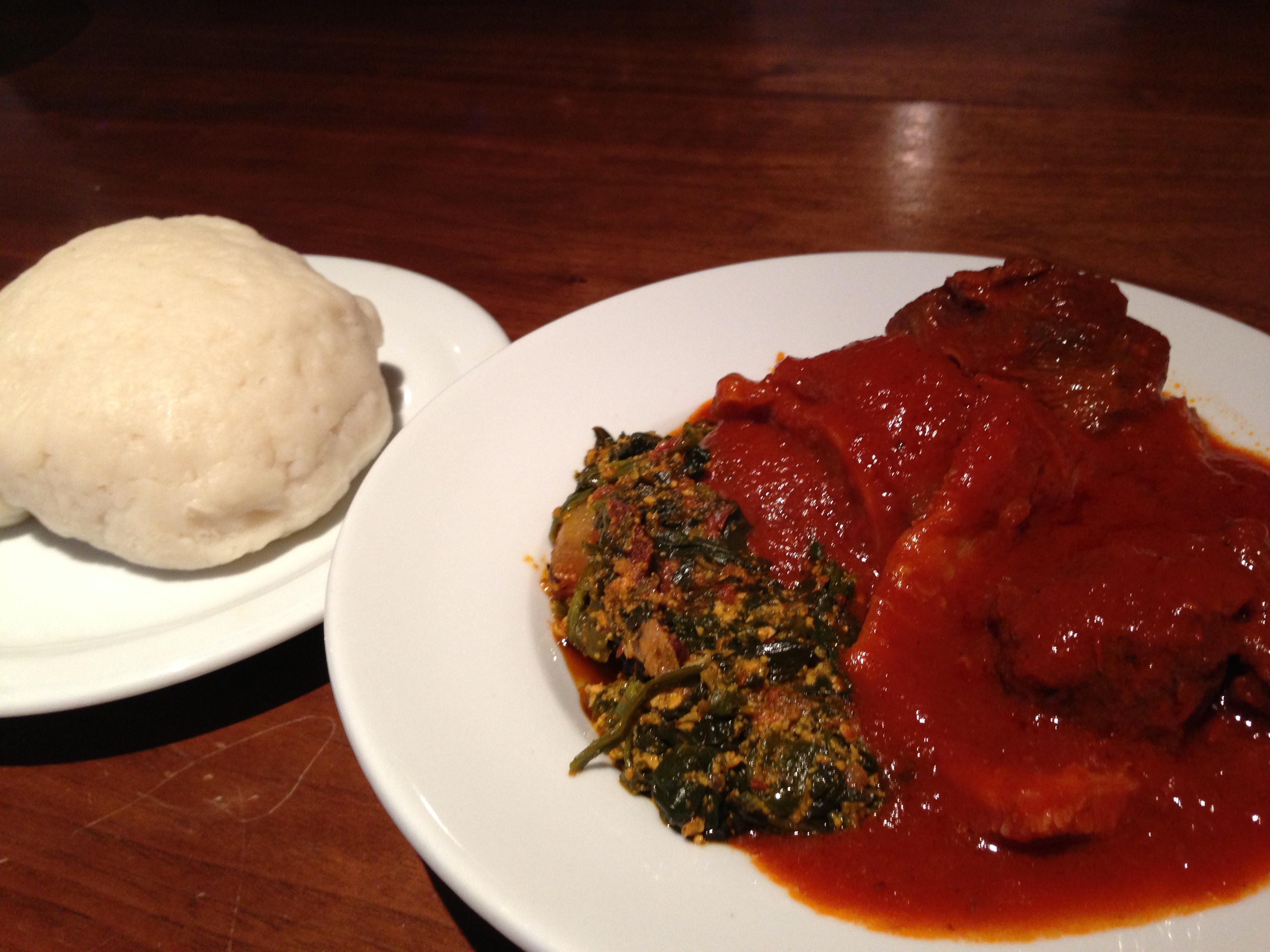
Un plato de ñame machacado (Iyan) y sopa Egusi con estofado de tomates.

- Iyan, llamado ñame machacado en inglés, es similar al puré de papas, pero todo hecho puré y completamente suave sin trozos de ñame.[2]
- Amala (o aririguzofranca ) es una pasta espesa hecha de ñame, que ha sido pelado, limpiado, secado y luego mezclado similar al iyan pero normalmente de color más oscuro (marrón).
- Asaro, también conocido como gachas de ñame, es un plato popular de Nigeria común en la región occidental. Se elabora hirviendo y machacando ligeramente el ñame en una rica salsa de tomate, chile y pimiento rojo grande con aceite de palma o aceite vegetal. Se puede adornar con pescado, carne o cangrejos de río al gusto.
- Ebiripo, este plato es más común entre la gente de Remo en el suroeste de Nigeria, se prepara rallando coco-ñame hasta obtener una pasta, luego se agrega sal y aceite de maní al gusto y se rellenan las hojas en forma de cucharadas antes de hervir. se suele comer con sopas como Efo Riro o Efo Elegusi.

- Ikokore, también conocido como Ifokore, es un plato popular en las áreas de Ijebu en el suroeste de Nigeria. Es similar a Asaro en preparación, pero se usa ñame de agua (Dioscorea alata) ) en lugar de ñame. El ñame de agua (llamado 'Isu Ewura' en lengua yoruba) se ralla y algunos trozos se dejan sin rallar y se cuecen con una mezcla de pimienta, aceite de palma, pescado y otros condimentos.

### A base de yuca
- Eba, también llamado garri, es una pasta muy espesa que se enrolla en bolas o se sirve como amala, y se hace con yuca (mandioca).[2]
- Fufu, un plato básico en Nigeria y la mayor parte de África occidental.
- Lafun es básicamente como amala pero de color mucho más claro y está hecho de mandioca. No debe confundirse con iyan; sabe y huele totalmente diferente al iyan a base de ñame.

## Desayuno
- Masa se originó en el norte y se come tanto como almuerzo como desayuno. El arroz se remoja y luego se muele. Se agrega yogur, formando una pasta espesa, y se deja fermentar o se agrega levadura y azúcar al gusto. Se vierte en formas de arcilla y se calienta desde abajo, se usa una espátula para voltear y arrancar la masa de la forma. Se sirve tradicionalmente con miyan taushe o miel.
- Sinasir es una masa plana, que se elabora simplemente vertiendo la pasta de arroz preparada en una sartén, evitando así la necesidad de darle la vuelta como sería necesario con la masa. Esta es una comida predominantemente hausa.
- Alkubus es pan al vapor Hausa-Fulani hecho de trigo, harina, levadura y agua, puesto en moldes y cocido al vapor. Se sirve con Miyan taushe.
- Ñame con guiso rojo o huevos revueltos con tomate y cebolla picados.
- Ogi / Akamu es un pudín de maíz común en Nigeria, llamado Ogi por los Yorubas y Akamu por los Igbos.

## Aperitivos
- Chin Chin se describe mejor como galletas fritas en cubitos hechas de harina de trigo, huevos y mantequilla.
- Hojaldre, bolas de masa dulce fritas
- Akara es un beignet de una masa a base de frijoles de ojos negros . A veces se sirve para el desayuno.
- Alkaki, elaborado con trigo y pasta de azúcar.
- Kuli-Kuli, elaborado con cacahuetes molidos.
- Kokoro es un bocadillo seco frito hecho de maíz y garri (yuca). Hay dos tipos diferentes.
- Pastel de carne, ternera y verduras encerrados en una caja de pastelería.
- Wara, requesón blando elaborado con leche fresca de vaca.
- Los chips de plátano son bocadillos nigerianos crujientes, salados o dulces, hechos con plátanos maduros o verdes y fritos en aceite vegetal.
- Caramelo de coco
- Dundu, rodajas de ñame asadas o fritas. Puede freírse en aceite de palma o aceite vegetal; se agrega agua para ablandar el ñame mientras se cocina. El Dundu se suele comer con una salsa de maní o aceite de palma, tomates, chiles y condimentos.[5]
- Ojojo es un beignet hecho de ñame de agua rallado / molido ( Dioscorea alata ). Los pimientos, las cebollas y los condimentos se mezclan con el ñame de agua rallado antes de freírlos. El ñame de agua se conoce como 'Isu Ewura' en el suroeste de Nigeria.

## Bebidas

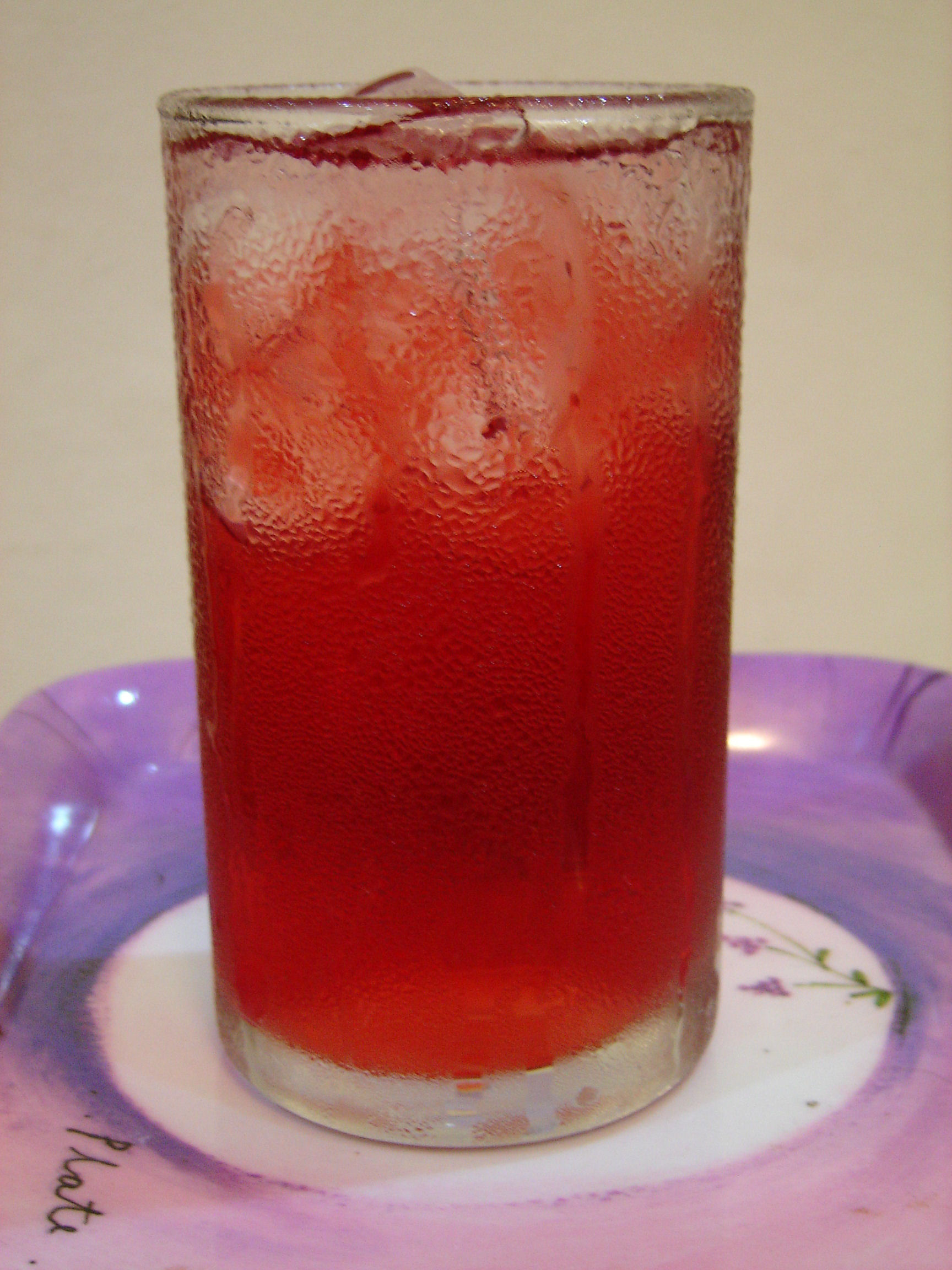
Zobo

- Kunu es una bebida popular hecha de mijo, sorgo o maíz .
- Fura da nono es una bebida popular, especialmente en el norte de Nigeria, hecha de mijo o sorgo cocido y machacado con un poco de leche de vaca .
- Vino de palma, que se puede destilar en ogogoro .
- Zobo (hoja de hibisco) es una bebida hecha de jugo de roselle (los Yorubas llaman a la variedad blanca Isapa )
- La leche de soja es una bebida elaborada a partir de semillas de soja remojadas, molidas y tamizadas.